# VETO
VETO ist eine dänische Indie-Rock-Band, die im Jahr 2004 in Aarhus gegründet wurde. Im gleichen Jahr wurden sie vom dänischen Label Tabu Records angestellt, über das sie 2005 ihre erste EP und 2006 ihr erstes Studioalbum veröffentlichten. Ihr zweites Studioalbum, Crushing Digits, erschien im Mai 2008 und wurde von Sony BMG vertrieben. Seit der Auflösung von Sony BMG zum 1. Oktober 2008 ist Sony Music Entertainment für den Vertrieb ihrer Werke verantwortlich.
Als „Dänischer Newcomer des Jahres“ gewann VETO im Jahr 2007 die Danish Music Awards (DMA). 2009 wurden sie erneut für die DMA nominiert, als „Dänische Gruppe des Jahres“.

## Diskografie

### Studioalben
| Jahr | Titel                          | Höchstplatzierung, Gesamtwochen, AuszeichnungChartsChartplatzierungen (Jahr, Titel, Platzierungen, Wochen, Auszeichnungen, Anmerkungen) | Anmerkungen |
| Jahr | Titel                          | DK | Anmerkungen |
| ---- | ------------------------------ | --- | ----------- |
| 2006 | There’s a Beat In All Machines | DK21 (6 Wo.)DK |             |
| 2008 | Crushing Digits                | DK2 (24 Wo.)DK |             |
| 2011 | Everything Is Amplified        | DK2 (11 Wo.)DK |             |
| 2013 | Point Break                    | DK6 (2 Wo.)DK |             |

Weitere Alben
- 2018: 16 Colors

### EPs
- 2005: I Will Not Listen
- 2012: Sinus / Point Break

### Singles
| Jahr | Titel Album                             | Höchstplatzierung, Gesamtwochen, AuszeichnungChartsChartplatzierungen (Jahr, Titel, Album, Platzierungen, Wochen, Auszeichnungen, Anmerkungen) | Anmerkungen |
| Jahr | Titel Album                             | DK | Anmerkungen |
| ---- | --------------------------------------- | --- | ----------- |
| 2008 | Built To Fail Crushing Digits           | DK26 (3 Wo.)DK |             |
| 2008 | You Say Yes, I Say Yes Crushing Digits  | DK34 (3 Wo.)DK |             |
| 2009 | Blackout Crushing Digits                | DK33 (1 Wo.)DK |             |
| 2011 | Everything Is Amplified Crushing Digits | DK8 (4 Wo.)DK |             |

Weitere Singles
- 2012: Battle